# Dinga linga Lena
"Dinga linga Lena" är en sång från 1974 skriven av Pugh Rogefeldt. Den finns med på hans studioalbum Bolla och rulla (1974) och utkom även på singel samma år.

## Första inspelning
Låten spelades in i Metronome studios i Stockholm med Anders Burman som producent. B-sidan "Silver-Lona" spelades in under samma session och finns även den med på Bolla och rulla. Båda spåren har senare inkluderats på flera samlingsalbum av Rogefeldt.

### Medverkande
- Anders Burman – producent
- Bo Frölander – trummor
- Rune Persson – tekniker
- Roger Pettersson – bas, sång
- Göran Ringström – gitarr
- Ingmar Rogefeldt – gitarr
- Pugh Rogefeldt – sång, gitarr

## Ny inspelning
2005 spelade Rogefeldt in en ny version av låten vilken utgavs på albumet Opluggad Pugh.

## Av andra artister
"Dinga linga Lena" har spelats in av flera andra artister:
- 1974 spelades den in av Hux Flux och släpptes på singel.[3]
- 1975 hade Lasse Green låten på albumet Tjugoåtta sköna tjejer.
- 1991 var en liveversion av låten b-sida på Pelle Almgren & Wow Liksoms singel Vild MC-flicka.
- 1995 fanns låten med på No Tjafs' EP Nu skall ni få!.
- 2000 spelades en mer känd version in av Balsam Boys på albumet Balsam Boys och de elva spåren. Låten släpptes också som singel.
- 2003 framförde Tomas Ledin låten live och inkluderade den på livealbumet I sommarnattens ljus.
- 2012 sjöng Olle Ljungström låten under den tredje säsongen av TV-programmet Så mycket bättre.[1]

### Fotnoter
1. 1 2 3 4  ”smdb-sök:Pugh Rogefeldt Dinga linga Lena”. smdb.kb.se. Svensk mediedatabas. https://smdb.kb.se/catalog/search?q=pugh+rogefeldt+dinga+linga+lena&sort=OLDEST. Läst 19 januari 2013.
2. ↑  ”Bolla och Rulla”. discogs.com. https://www.discogs.com/Pugh-Rogefeldt-Rainrock-Bolla-Och-Rulla/release/1390455. Läst 19 januari 2013.
3. ↑  ”smdb-sök:(Hux+flux)”. smdb.kb.se. Svensk mediedatabas. https://smdb.kb.se/catalog/search?q=(Hux+flux). Läst 8 augusti 2013.